# Corona (geologia planetária)
Em geologia planetária, uma corona (plural: coronae) é um acidente geográfico com forma oval. Coronae aparecem em Vênus e na lua de Urano Miranda e pode ser formado por afloramento de material quente abaixo da superfície.

## Coronae em Vênus

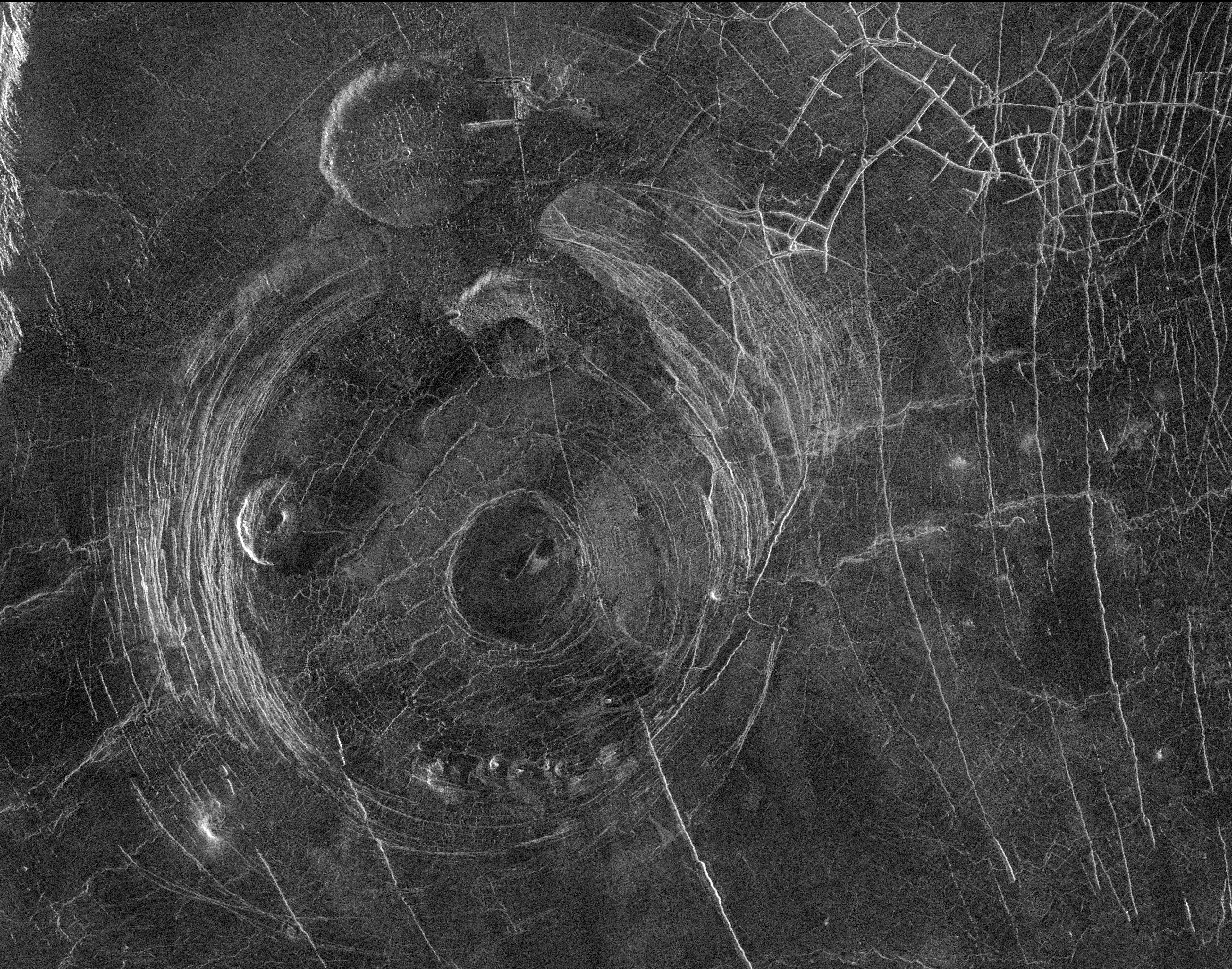
Fotla Corona.

Em Vênus, coronae são acidentes geográficos vulcânicos grandes (tipicamente com centenas de quilômetros de diâmetro), parecidos com coroas.
Coronae foram identificadas pela primeira vez em 1983, quando equipamento de imagens de radar a bordo da Venera 15 e Venera 16 produziu imagens em alta resolução de algumas formações que pensava-se que eram crateras de impacto.
Acredita-se que coronae são formadas quando plumas de material quente no manto puxa a crosta para cima formando uma forma de cúpula, que então colapsa no centro enquanto o magma esfria e vaza nos lados, deixando uma estrutura com forma de coroa: a corona.
A maior corona em Vênus se chama Artemis Corona, que tem 2100 km de diâmetro.

## Coronae em Miranda
A lua de Urano Miranda contém estruturas ovoides que são bem grandes em relação ao tamnho da lua. Elas podem ser formadas por diapiros: afloramento de gelo quente.